# Elieshi Lema
Pour les articles homonymes, voir Lema.
Elieshi Lema est une éditrice et une femme de lettres tanzanienne d'expression swahilie et anglaise, née en 1949.

## Biographie
Elle est née dans le village de Nronga, au pied du mont Kilimandjaro, et y a grandi. Elle étudie la bibliothéconomie, puis travaille à la bibliothèque nationale. Elle reprend ensuite des études sur la littérature anglaise à l'université de Dar es Salaam, et y présente une thèse consacrée aux effets du colonialisme sur la littérature orale de Machame (un village à proximité du mont Kilimandjaro). Elle poursuit par une formation en écriture créative à l'université d'État de San Francisco.
Elle travaille ensuite dans le secteur éditorial en Tanzanie. Dans les années 1990, elle crée sa propre maison d'édition, L&D Ltd., pour favoriser la littérature d'expression swahilie. Elle-même écrit dans cette langue des poèmes et des livres pour enfants. En 2001, elle écrit son premier roman en anglais, Parched Earth. Ce roman est traduit en suédois et en français et reçoit une mention au prix Noma de publication en Afrique.
Elle est également active au sein de différentes organisations d'éditeurs en Afrique, notamment l'African Publishers Network, HakiElimu, le Tanzania Gender Networking Programme et la Publishers Association of Tanzania (association des éditeurs de Tanzanie). Elle est également membre du Conseil national du swahili .

## Thèmes de ses œuvres
Parched Earth [publié en français, sous le titre Terre aride, par Présence africaine et traduit par Fernand Tiburce Fortuné est un récit pour adultes, raconté à la première personne, de la vie d'une enseignante. C'est une réflexion, avec beaucoup d'indépendance, sur la condition féminine et les relations entre hommes et femmes, mais aussi avec sa mère et son frère, vues par une femme. 
Dans ses œuvres pour enfants, Elieshi Lema aborde des thèmes tels que la curiosité, la quête identitaire, l'alimentation, etc., en utilisant des formes quelquefois inhabituelles dans cette littérature. Son premier livre pour enfant est inspiré en partie des romans policiers, des histoires à suspense. Son écriture a été financée en partie par un organisme norvégien d'aide aux pays en voie de développement, le Norwegian Agency for Development Cooperation et a été menée avec l'écrivain scandinave Tor Edvin Dahl (en). Ils ont effectué un travail préalable à deux sur les groupes sociaux tanzaniens dans les villes, ont identifié une intrigue et ont ensuite rédigé chacun un roman, dans leur propre langue, ce qui a donné, pour Elieshi Lema, le roman d'investigation, Safari ya Prospa [le voyage de Prospa]. Prospa est un enfant vivant dans un village près d'Arusha, qui décide de gagner Dar es-Salaam à la recherche du fils de sa sœur qui a été enlevé. Il se fait aider sur place par quelques enfants des rues.
Un autre roman Mwendo, paru en 1988, est consacré au rôle des traditions ethniques et des rituels dans l'éducation des enfants, et évoque également les mutilations génitales féminines. Une fillette, Felisia, ne peut pas se rendre à l'école, étant pour la première fois menstruée, et est gardée à la maison par ses parents. Ceux-ci, dans la tradition du peuple Makonde, envisagent de célébrer le rituel de la transition à l'âge adulte (ngoma ya Unyago) qui dure plusieurs semaines. L'enseignant de Felisia vient voir les parents, à la suite de l'absence et de l'information reçue d'une autre élève sur leur projet, mais les parents n'envisagent pas de renoncer à ce rite. Felisia a peur elle-aussi, ayant entendu que des jeunes filles meurent au cours de ces rituels. Mais la tante de Felisia, qui est aussi son somo (la personne qui soutient traditionnellement l'enfant pendant le rituel à la place de sa mère) la rassure en lui expliquant, que, dans le cas de la tradition Makonde, le rituel de passage ne comporte pas l'excision ni d'autres violences, qu'il faut refuser. Cette tante reprend également le dialogue avec l'enseignant et le directeur de l'école primaire et les convainc de l'importance de cette tradition : le rituel de Unyago est un accompagnement des jeunes filles et de leurs familles, qui vivent une période de transition physique et spirituelle. Son rôle en tant que somo est de rester avec l'enfant, de lui expliquer ce qui se passe dans son corps, et de la rassurer. Ces traditions renforcent la vie communautaire et constituent un facteur d'identité : elles ne doivent pas être oubliées dans un souci de rationalisation de l'éducation. Mais ce court roman condamne aussi les violences faites aux jeunes filles dans d'autres variantes de ces rites de passage à l'âge adulte.